# Trekanten
Trekanten is een plaats in de gemeente Kalmar in het landschap Småland en de provincie Kalmar län in Zweden. De plaats heeft 1268 inwoners (2005) en een oppervlakte van 192 hectare.

## Verkeer en vervoer
Bij de plaats loopt de Riksväg 25.
De plaats had een station op de nog bestaande spoorlijn Göteborg - Kalmar / Karlskrona.